# Élections législatives de 1973 à Paris
Les élections législatives françaises de 1973 se déroulent les 4 et 11 mars 1973. À Paris, trente-et-un députés sont à élire dans le cadre de trente-et-une circonscriptions.

## Élus
| Circonscription                                 | Député sortant                                           | Parti  | Parti    | Député élu ou réélu       | Parti | Parti |
| ----------------------------------------------- | -------------------------------------------------------- | ------ | -------- | ------------------------- | ----- | ----- |
| 1re                                             | Pierre-Charles Krieg                                     |        | UDR      | Pierre-Charles Krieg      |       | UDR   |
| 2e                                              | Jacques Dominati                                         |        | RI       | Jacques Dominati          |       | RI    |
| 3e                                              | Jean Tiberi                                              |        | UDR      | Jean Tiberi               |       | UDR   |
| 4e                                              | Pierre Bas                                               |        | UDR      | Pierre Bas                |       | UDR   |
| 5e                                              | Michel Caldaguès*                                        |        | UDR      | Édouard Frédéric-Dupont   |       | RI    |
| 6e                                              | Raymond Bousquet* suppléant de Maurice Couve de Murville |        | UDR      | Maurice Couve de Murville |       | UDR   |
| 7e                                              | Raymond Colibeau* suppléant de Gabriel Kaspereit         |        | UDR      | Gabriel Kaspereit         |       | UDR   |
| 8e                                              | Claude-Gérard Marcus                                     |        | UDR      | Claude-Gérard Marcus      |       | UDR   |
| 9e                                              | Michel Marquet suppléant d'André Fanton                  |        | UDR      | André Fanton              |       | UDR   |
| 10e                                             | Claude Martin                                            |        | UDR      | Jacques Chambaz           |       | PCF   |
| 11e                                             | Charles Magaud* suppléant de Roger Frey*                 |        | UDR      | Roger Frey                |       | UDR   |
| 12e                                             | Pierre de Bénouville                                     |        | app. UDR | Pierre de Bénouville      |       | RI    |
| 13e                                             | Henri Modiano                                            |        | Divers   | Gisèle Moreau             |       | PCF   |
| 14e                                             | Jean Turco suppléant de Hubert Germain                   |        | UDR      | Hubert Germain            |       | UDR   |
| 15e                                             | Michel de Grailly                                        |        | UDR      | Eugène Claudius-Petit     |       | CDP   |
| 16e                                             | Christian de La Malène                                   |        | UDR      | Christian de La Malène    |       | UDR   |
| 17e                                             | Jacques Marette                                          |        | UDR      | Jacques Marette           |       | UDR   |
| 18e                                             | Nicole de Hauteclocque                                   |        | UDR      | Nicole de Hauteclocque    |       | UDR   |
| 19e                                             | Claude Roux                                              |        | UDR      | Claude Roux               |       | UDR   |
| 20e                                             | Michel Habib-Deloncle                                    |        | UDR      | Georges Mesmin            |       | CD    |
| 21e                                             | Paul Stehlin                                             |        | CD       | Paul Stehlin              |       | CD    |
| 22e                                             | Jacques Sanglier suppléant de Bernard Lafay              |        | UDR      | Bernard Lafay             |       | UDR   |
| 23e                                             | Jean de Préaumont                                        |        | UDR      | Jean de Préaumont         |       | UDR   |
| 24e                                             | François Missoffe                                        |        | UDR      | François Missoffe         |       | UDR   |
| 25e                                             | Louis Vallon*                                            |        | Divers   | Roger Chinaud             |       | RI    |
| 26e                                             | Joël Le Tac                                              |        | UDR      | Joël Le Tac               |       | UDR   |
| 27e                                             | Jean Bernasconi                                          |        | UDR      | Louis Baillot             |       | PCF   |
| 28e                                             | Pierre Ruais                                             |        | UDR      | Henri Fiszbin             |       | PCF   |
| 29e                                             | Vacant                                                   | Vacant | Vacant   | Paul Laurent              |       | PCF   |
| 30e                                             | Roland Carter                                            |        | UDR      | Daniel Dalbera            |       | PCF   |
| 31e                                             | Albert Marcenet                                          |        | UDR      | Lucien Villa              |       | PCF   |
| * député sortant ne se représentant pas en 1973 |                                                          |        |          |                           |       |       |

## Résultats

### Résultats à l'échelle du département
| Parti          | Parti                                       | Premier tour | Premier tour | Second tour | Second tour | Sièges |
| Parti          | Parti                                       | Voix         | %            | Voix        | %           | Sièges |
| -------------- | ------------------------------------------- | ------------ | ------------ | ----------- | ----------- | ------ |
|                | Union des démocrates pour la République     | 319 756      | 31,07        | 430 235     | 43,78       | 17     |
|                | Républicains indépendants                   | 37 890       | 3,68         | 55 395      | 5,64        | 4      |
|                | Divers droite                               | 32 696       | 3,18         |             |             | 0      |
|                | Centre démocratie et progrès                | 11 109       | 1,08         | 21 159      | 2,15        | 1      |
|                | Union des républicains de progrès           | 405 454      | 39,40        | 506 789     | 51,57       | 22     |
|                |                                             |              |              |             |             |        |
|                | Parti communiste français                   | 184 060      | 17,89        | 267 127     | 27,18       | 7      |
|                | Parti socialiste                            | 144 915      | 14,08        | 91 463      | 9,31        | 0      |
|                | Parti socialiste unifié                     | 42 807       | 4,16         |             |             | 0      |
|                | Mouvement des radicaux de gauche            | 15 047       | 1,46         | 0           |             |        |
|                | Divers gauche                               | 170          | 0,02         | 0           |             |        |
|                | Union de la gauche                          | 386 999      | 37,61        | 358 590     | 36,49       | 7      |
|                |                                             |              |              |             |             |        |
|                | Centre démocrate                            | 98 688       | 9,59         | 81 994      | 8,34        | 2      |
|                | Centre national des indépendants et paysans | 33 716       | 3,28         | 12 936      | 1,32        | 0      |
|                | Divers réformateurs                         | 28 932       | 2,81         | 988         | 0,10        | 0      |
|                | Parti radical                               | 15 425       | 1,50         | 4 597       | 0,47        | 0      |
|                | Centre républicain                          | 9 472        | 0,92         | 4 713       | 0,48        | 0      |
|                | Mouvement démocrate socialiste de France    | 3 977        | 0,39         | 12 062      | 1,23        | 0      |
|                | Mouvement réformateur                       | 190 210      | 18,48        | 117 290     | 11,94       | 2      |
|                |                                             |              |              |             |             |        |
|                | Front national                              | 26 781       | 2,60         |             |             | 0      |
|                | Extrême gauche (dont LO, LCR et OCI)        | 16 755       | 1,63         | 0           |             |        |
|                | Gaullistes d'opposition                     | 1 481        | 0,14         | 0           |             |        |
|                | Divers                                      | 872          | 0,08         | 0           |             |        |
|                | Extrême droite                              | 470          | 0,05         | 0           |             |        |
|                |                                             |              |              |             |             |        |
| Inscrits       | Inscrits                                    | 1 326 292    | 100,00       | 1 326 205   | 100,00      | 31     |
| Abstentions    | Abstentions                                 | 281 671      | 21,24        | 295 444     | 22,28       |        |
| Votants        | Votants                                     | 1 044 621    | 78,76        | 1 030 761   | 77,72       |        |
| Blancs et nuls | Blancs et nuls                              | 15 599       | 1,49         | 48 092      | 4,67        |        |
| Exprimés       | Exprimés                                    | 1 029 022    | 98,51        | 982 669     | 95,33       |        |

### Résultats par circonscription
| Aller aux résultats d'une circonscription |
| --- |
| 1re • 2e • 3e • 4e • 5e • 6e • 7e • 8e • 9e • 10e • 11e • 12e • 13e • 14e • 15e 16e • 17e • 18e • 19e • 20e • 21e • 22e • 23e • 24e • 25e • 26e • 27e • 28e • 29e • 30e • 31e |

#### Première circonscription
| Candidat                         | Candidat                           | Parti                      | Premier tour | Premier tour | Second tour | Second tour |  |
| Candidat                         | Candidat                           | Parti                      | Voix         | %            | Voix        | %           |  |
| -------------------------------- | ---------------------------------- | -------------------------- | ------------ | ------------ | ----------- | ----------- |  |
|                                  | Pierre-Charles Krieg sortant réélu | UDR (URP)                  | 9 913        | 32,00        | 16 978      | 58,23       |  |
|                                  | Yves Galland                       | Rad (MR)                   | 6 112        | 19,73        | 64          | 0,22        |  |
|                                  | Eddy Kenig                         | PCF                        | 5 219        | 16,85        | 12 113      | 41,55       |  |
|                                  | Maurice Benassayag                 | PS (UGSD)                  | 5 119        | 16,52        | Retrait     | Retrait     |  |
|                                  | Claude Bureaux                     | PSU                        | 1 854        | 5,98         |             |             |  |
|                                  | Michel Daver                       | Divers droite (Maj. prés.) | 1 547        | 5,36         |             |             |  |
|                                  | Marie-Françoise David              | FN                         | 941          | 3,26         |             |             |  |
|                                  | Robert-Elie Azoulay                | Divers droite              | 276          | 0,96         |             |             |  |
|                                  |                                    |                            |              |              |             |             |  |
| Inscrits                         | Inscrits                           | Inscrits                   | 41 851       | 100,00       | 41 853      | 100,00      |  |
| Abstentions                      | Abstentions                        | Abstentions                | 10 408       | 24,87        | 10 819      | 25,85       |  |
| Votants                          | Votants                            | Votants                    | 31 443       | 75,13        | 31 034      | 74,15       |  |
| Blancs et nuls                   | Blancs et nuls                     | Blancs et nuls             | 462          | 1,47         | 1 879       | 6,05        |  |
| Exprimés                         | Exprimés                           | Exprimés                   | 30 981       | 98,53        | 29 155      | 93,95       |  |
| Source : Data.gouv.fr et CEVIPOF |                                    |                            |              |              |             |             |  |

#### Deuxième circonscription
| Candidat                         | Candidat                       | Parti               | Premier tour | Premier tour | Second tour | Second tour |  |
| Candidat                         | Candidat                       | Parti               | Voix         | %            | Voix        | %           |  |
| -------------------------------- | ------------------------------ | ------------------- | ------------ | ------------ | ----------- | ----------- |  |
|                                  | Jacques Dominati sortant réélu | RI (URP)            | 11 758       | 37,98        | 16 921      | 57,13       |  |
|                                  | Hervé Ropert                   | PCF                 | 5 989        | 19,34        | 12 699      | 42,87       |  |
|                                  | Georges Bender                 | PS (UGSD)           | 5 287        | 17,08        | Retrait     | Retrait     |  |
|                                  | Raymond Kervazo                | CD (MR)             | 4 194        | 13,55        | Retrait     | Retrait     |  |
|                                  | Jean Lhopital                  | PSU                 | 1 308        | 4,22         |             |             |  |
|                                  | Marie-Françoise Béghin         | Divers droite       | 729          | 2,35         |             |             |  |
|                                  | Alain Pivert                   | FN                  | 711          | 2,30         |             |             |  |
|                                  | Jean-François Douvry           | LO                  | 685          | 2,21         |             |             |  |
|                                  | Jeannine Legenre               | Divers droite (PLF) | 157          | 0,50         |             |             |  |
|                                  | Baudoin de Saint-Jouan         | Divers droite (FP)  | 142          | 0,46         |             |             |  |
|                                  |                                |                     |              |              |             |             |  |
| Inscrits                         | Inscrits                       | Inscrits            | 41 948       | 100,00       | 41 951      | 100,00      |  |
| Abstentions                      | Abstentions                    | Abstentions         | 10 498       | 25,03        | 10 955      | 26,11       |  |
| Votants                          | Votants                        | Votants             | 31 450       | 74,97        | 30 996      | 73,89       |  |
| Blancs et nuls                   | Blancs et nuls                 | Blancs et nuls      | 490          | 1,56         | 1 376       | 4,44        |  |
| Exprimés                         | Exprimés                       | Exprimés            | 30 960       | 98,44        | 29 620      | 95,56       |  |
| Source : Data.gouv.fr et CEVIPOF |                                |                     |              |              |             |             |  |

#### Troisième circonscription
| Candidat              | Candidat                                | Parti                | Premier tour | Premier tour | Second tour | Second tour |  |
| Candidat              | Candidat                                | Parti                | Voix         | %            | Voix        | %           |  |
| --------------------- | --------------------------------------- | -------------------- | ------------ | ------------ | ----------- | ----------- |  |
|                       | Jean Tiberi sortant réélu               | UDR (URP)            | 13 689       | 39,89        | 19 051      | 56,89       |  |
|                       | Louis-Paul Letonturier                  | PS (UGSD)            | 5 269        | 15,35        | 14 437      | 43,11       |  |
|                       | Henri Malberg                           | PCF                  | 5 048        | 14,71        | Retrait     | Retrait     |  |
|                       | Albert Brimo                            | CD (MR)              | 3 957        | 11,53        |             |             |  |
|                       | Christian Hervé                         | PSU                  | 2 240        | 6,53         |             |             |  |
|                       | Georges Bidault                         | Divers droite (CN)   | 1 203        | 3,51         |             |             |  |
|                       | Simon Baruch                            | LC                   | 670          | 1,95         |             |             |  |
|                       | Jean Coville                            | CDP (UC)             | 638          | 1,86         |             |             |  |
|                       | Roland de Roys de Lédignan Saint-Michel | FN                   | 626          | 1,82         |             |             |  |
|                       | Aguigui Mouna                           | Sans étiquette       | 380          | 1,11         |             |             |  |
|                       | Bruno Bombarda                          | Divers droite (ARIL) | 283          | 0,82         |             |             |  |
|                       | Pierre Soyer de Bosmelet                | Divers droite (FP)   | 175          | 0,51         |             |             |  |
|                       | Jean-Claude Mahey                       | Divers droite (PLF)  | 139          | 0,41         |             |             |  |
|                       |                                         |                      |              |              |             |             |  |
| Inscrits              | Inscrits                                | Inscrits             | 44 469       | 100,00       | 44 467      | 100,00      |  |
| Abstentions           | Abstentions                             | Abstentions          | 9 727        | 21,87        | 9 816       | 22,07       |  |
| Votants               | Votants                                 | Votants              | 34 742       | 78,13        | 34 651      | 77,93       |  |
| Blancs et nuls        | Blancs et nuls                          | Blancs et nuls       | 425          | 1,22         | 1 163       | 3,36        |  |
| Exprimés              | Exprimés                                | Exprimés             | 34 317       | 98,78        | 33 488      | 96,64       |  |
| Source : Data.gouv.fr |                                         |                      |              |              |             |             |  |

#### Quatrième circonscription
| Candidat                         | Candidat                 | Parti                | Premier tour | Premier tour | Second tour | Second tour |  |
| Candidat                         | Candidat                 | Parti                | Voix         | %            | Voix        | %           |  |
| -------------------------------- | ------------------------ | -------------------- | ------------ | ------------ | ----------- | ----------- |  |
|                                  | Pierre Bas sortant réélu | UDR (URP)            | 10 845       | 38,29        | 14 102      | 50,29       |  |
|                                  | Jacques Mathieu          | CD (MR)              | 5 349        | 18,89        | 5 505       | 19,63       |  |
|                                  | Cécile Goldet            | PS (UGSD)            | 3 948        | 13,94        | 8 433       | 30,07       |  |
|                                  | Pierre Coumian           | PCF                  | 2 832        | 9,99         |             |             |  |
|                                  | Paul Estèbe              | CNIP                 | 2 417        | 8,53         |             |             |  |
|                                  | Alain Dauba              | PSU                  | 1 458        | 5,15         |             |             |  |
|                                  | Pierre Durand            | FN                   | 582          | 2,05         |             |             |  |
|                                  | Jacques Label            | LO                   | 507          | 1,79         |             |             |  |
|                                  | Charles Delattre         | Divers droite (ARIL) | 265          | 0,94         |             |             |  |
|                                  | Chérif Khaznadar         | Gaulliste (FP)       | 120          | 0,42         |             |             |  |
|                                  |                          |                      |              |              |             |             |  |
| Inscrits                         | Inscrits                 | Inscrits             | 39 065       | 100,00       | 39 065      | 100,00      |  |
| Abstentions                      | Abstentions              | Abstentions          | 10 411       | 26,65        | 10 661      | 27,29       |  |
| Votants                          | Votants                  | Votants              | 28 654       | 73,35        | 28 404      | 72,71       |  |
| Blancs et nuls                   | Blancs et nuls           | Blancs et nuls       | 331          | 1,16         | 364         | 1,28        |  |
| Exprimés                         | Exprimés                 | Exprimés             | 28 323       | 98,84        | 28 040      | 98,72       |  |
| Source : Data.gouv.fr et CEVIPOF |                          |                      |              |              |             |             |  |

#### Cinquième circonscription
| Candidat              | Candidat                    | Parti              | Premier tour | Premier tour | Second tour | Second tour |  |
| Candidat              | Candidat                    | Parti              | Voix         | %            | Voix        | %           |  |
| --------------------- | --------------------------- | ------------------ | ------------ | ------------ | ----------- | ----------- |  |
|                       | Édouard Frédéric-Dupont élu | RI                 | 11 401       | 32,23        | 20 327      | 69,02       |  |
|                       | Jacques Godfrain            | UDR (URP, CDP)     | 8 245        | 23,31        | Retrait     | Retrait     |  |
|                       | Jean-Jacques Carpentier     | CD (MR, CR)        | 5 542        | 15,67        | 9 125       | 30,98       |  |
|                       | Jacques Lhomet              | PS (UGSD)          | 3 647        | 10,31        |             |             |  |
|                       | Thérèse Desnos              | PCF                | 2 464        | 6,97         |             |             |  |
|                       | Albert Finizio              | PSU                | 1 280        | 3,62         |             |             |  |
|                       | Michel Corbin               | FN                 | 1 150        | 3,25         |             |             |  |
|                       | Christophe Lemaire          | Divers droite      | 678          | 1,92         |             |             |  |
|                       | Bertrand Nepveu             | LO                 | 447          | 1,26         |             |             |  |
|                       | Martine Depas               | Divers droite (FP) | 280          | 0,79         |             |             |  |
|                       | Maurice Münch               | Divers droite      | 238          | 0,67         |             |             |  |
|                       |                             |                    |              |              |             |             |  |
| Inscrits              | Inscrits                    | Inscrits           | 44 393       | 100,00       | 44 393      | 100,00      |  |
| Abstentions           | Abstentions                 | Abstentions        | 8 718        | 19,64        | 11 936      | 26,89       |  |
| Votants               | Votants                     | Votants            | 35 675       | 80,36        | 32 457      | 73,11       |  |
| Blancs et nuls        | Blancs et nuls              | Blancs et nuls     | 303          | 0,85         | 3 005       | 9,26        |  |
| Exprimés              | Exprimés                    | Exprimés           | 35 372       | 99,15        | 29 452      | 90,74       |  |
| Source : Data.gouv.fr |                             |                    |              |              |             |             |  |

#### Sixième circonscription
| Candidat                         | Candidat                      | Parti                | Premier tour | Premier tour | Second tour | Second tour |  |
| Candidat                         | Candidat                      | Parti                | Voix         | %            | Voix        | %           |  |
| -------------------------------- | ----------------------------- | -------------------- | ------------ | ------------ | ----------- | ----------- |  |
|                                  | Maurice Couve de Murville élu | UDR (URP)            | 8 056        | 33,18        | 11 448      | 52,22       |  |
|                                  | Philippe Tollu                | CD (MR)              | 5 341        | 21,99        | 10 473      | 47,78       |  |
|                                  | Raymond Bourgine              | CNIP                 | 5 232        | 21,55        | Retrait     | Retrait     |  |
|                                  | Maurice Buttin                | PS (UGSD)            | 2 822        | 11,62        |             |             |  |
|                                  | Jacques Brière                | PCF                  | 1 547        | 6,37         |             |             |  |
|                                  | Marie-Jeanne Arnoux           | FN                   | 538          | 2,22         |             |             |  |
|                                  | Serge Taillandier             | LO                   | 469          | 1,93         |             |             |  |
|                                  | Madeleine Jacobée             | Divers droite (ARIL) | 231          | 0,95         |             |             |  |
|                                  | Elyette Zaoui                 | Divers droite (CRL)  | 46           | 0,19         |             |             |  |
|                                  |                               |                      |              |              |             |             |  |
| Inscrits                         | Inscrits                      | Inscrits             | 31 744       | 100,00       | 31 650      | 100,00      |  |
| Abstentions                      | Abstentions                   | Abstentions          | 7 229        | 22,77        | 8 291       | 26,2        |  |
| Votants                          | Votants                       | Votants              | 24 515       | 77,23        | 23 359      | 73,8        |  |
| Blancs et nuls                   | Blancs et nuls                | Blancs et nuls       | 233          | 0,95         | 1 438       | 6,16        |  |
| Exprimés                         | Exprimés                      | Exprimés             | 24 282       | 99,05        | 21 921      | 93,84       |  |
| Source : Data.gouv.fr et CEVIPOF |                               |                      |              |              |             |             |  |

#### Septième circonscription
| Candidat                         | Candidat                        | Parti                | Premier tour | Premier tour | Second tour | Second tour |  |
| Candidat                         | Candidat                        | Parti                | Voix         | %            | Voix        | %           |  |
| -------------------------------- | ------------------------------- | -------------------- | ------------ | ------------ | ----------- | ----------- |  |
|                                  | Gabriel Kaspereit sortant réélu | UDR (URP)            | 12 834       | 39,95        | 15 636      | 48,99       |  |
|                                  | Jean-Claude Briffault           | CD (MR)              | 7 294        | 22,70        | 6 317       | 19,79       |  |
|                                  | Michel Garnier-Thénon           | PS (UGSD)            | 4 720        | 14,69        | 9 966       | 31,22       |  |
|                                  | Jean Massoni                    | PCF                  | 3 652        | 11,37        |             |             |  |
|                                  | Lucienne Didner-Sergent         | PSU                  | 1 206        | 3,75         |             |             |  |
|                                  | Claude Mimet                    | FN                   | 839          | 2,61         |             |             |  |
|                                  | Denise Dupont                   | LO                   | 579          | 1,80         |             |             |  |
|                                  | Jean Demare                     | Divers droite (ARIL) | 480          | 1,49         |             |             |  |
|                                  | Jean-Claude Azoulay             | Divers droite (PLF)  | 228          | 0,71         |             |             |  |
|                                  | Jean-Pierre Speller             | OCI (AJS)            | 206          | 0,64         |             |             |  |
|                                  | Gérard Poidevin                 | Gaulliste (FP)       | 90           | 0,28         |             |             |  |
|                                  |                                 |                      |              |              |             |             |  |
| Inscrits                         | Inscrits                        | Inscrits             | 41 143       | 100,00       | 41 181      | 100,00      |  |
| Abstentions                      | Abstentions                     | Abstentions          | 8 611        | 20,93        | 8 824       | 21,43       |  |
| Votants                          | Votants                         | Votants              | 32 532       | 79,07        | 32 357      | 78,57       |  |
| Blancs et nuls                   | Blancs et nuls                  | Blancs et nuls       | 404          | 1,24         | 438         | 1,35        |  |
| Exprimés                         | Exprimés                        | Exprimés             | 32 128       | 98,76        | 31 919      | 98,65       |  |
| Source : Data.gouv.fr et CEVIPOF |                                 |                      |              |              |             |             |  |

#### Huitième circonscription
| Candidat                         | Candidat                           | Parti                | Premier tour | Premier tour | Second tour | Second tour |  |
| Candidat                         | Candidat                           | Parti                | Voix         | %            | Voix        | %           |  |
| -------------------------------- | ---------------------------------- | -------------------- | ------------ | ------------ | ----------- | ----------- |  |
|                                  | Claude-Gérard Marcus sortant réélu | UDR (URP)            | 15 095       | 35,71        | 22 714      | 56,81       |  |
|                                  | Alain Lhostis                      | PCF                  | 8 389        | 19,84        | 17 268      | 43,19       |  |
|                                  | Gérard Cuénot                      | PS (UGSD)            | 7 727        | 18,28        | Retrait     | Retrait     |  |
|                                  | Jean Romanetti                     | CNIP (MR)            | 6 209        | 14,69        | Retrait     | Retrait     |  |
|                                  | Raymond Sarembaud                  | PSU                  | 1 421        | 3,36         |             |             |  |
|                                  | Hubert Kohler                      | FN                   | 1 068        | 2,53         |             |             |  |
|                                  | Alain Lenne                        | Divers droite (ARIL) | 902          | 2,13         |             |             |  |
|                                  | Gérard Gaudin                      | LO                   | 897          | 2,12         |             |             |  |
|                                  | Lydie Casini                       | Divers droite (FP)   | 205          | 0,48         |             |             |  |
|                                  | André Vici                         | Divers droite (PLF)  | 191          | 0,45         |             |             |  |
|                                  | M. Jamet-Rousseau                  | Divers gauche (IG)   | 170          | 0,40         |             |             |  |
|                                  |                                    |                      |              |              |             |             |  |
| Inscrits                         | Inscrits                           | Inscrits             | 55 246       | 100,00       | 55 247      | 100,00      |  |
| Abstentions                      | Abstentions                        | Abstentions          | 12 332       | 22,32        | 12 941      | 23,42       |  |
| Votants                          | Votants                            | Votants              | 42 914       | 77,68        | 42 306      | 76,58       |  |
| Blancs et nuls                   | Blancs et nuls                     | Blancs et nuls       | 640          | 1,49         | 2 324       | 5,49        |  |
| Exprimés                         | Exprimés                           | Exprimés             | 42 274       | 98,51        | 39 982      | 94,51       |  |
| Source : Data.gouv.fr et CEVIPOF |                                    |                      |              |              |             |             |  |

#### Neuvième circonscription
| Candidat                         | Candidat                   | Parti                           | Premier tour | Premier tour | Second tour | Second tour |  |
| Candidat                         | Candidat                   | Parti                           | Voix         | %            | Voix        | %           |  |
| -------------------------------- | -------------------------- | ------------------------------- | ------------ | ------------ | ----------- | ----------- |  |
|                                  | André Fanton sortant réélu | UDR (URP)                       | 9 352        | 32,96        | 14 418      | 52,68       |  |
|                                  | Roger Trugnan              | PCF                             | 6 493        | 22,88        | 12 951      | 47,32       |  |
|                                  | Paul Pernin                | CD (MR)                         | 4 762        | 16,78        | Retrait     | Retrait     |  |
|                                  | Guy Gennesseaux            | MRG (UGSD)                      | 4 731        | 16,67        | Retrait     | Retrait     |  |
|                                  | Jean Baumgarten            | PSU                             | 829          | 2,92         |             |             |  |
|                                  | Jean-Claude Moro           | LO                              | 601          | 2,12         |             |             |  |
|                                  | Pierre Bousquet            | FN                              | 553          | 1,95         |             |             |  |
|                                  | Claude André               | SE (CASCAPECM)                  | 328          | 1,16         |             |             |  |
|                                  | Yvette Cornil              | Divers droite (ARIL)            | 313          | 1,10         |             |             |  |
|                                  | André Nuytens              | Gaulliste (Présence socialiste) | 228          | 0,80         |             |             |  |
|                                  | Henri Goblot               | FP                              | 98           | 0,35         |             |             |  |
|                                  | Pierre Lelong              | Divers droite (PLF)             | 89           | 0,31         |             |             |  |
|                                  |                            |                                 |              |              |             |             |  |
| Inscrits                         | Inscrits                   | Inscrits                        | 35 829       | 100,00       | 35 827      | 100,00      |  |
| Abstentions                      | Abstentions                | Abstentions                     | 7 029        | 19,62        | 7 054       | 19,69       |  |
| Votants                          | Votants                    | Votants                         | 28 800       | 80,38        | 28 773      | 80,31       |  |
| Blancs et nuls                   | Blancs et nuls             | Blancs et nuls                  | 423          | 1,47         | 1 404       | 4,88        |  |
| Exprimés                         | Exprimés                   | Exprimés                        | 28 377       | 98,53        | 27 369      | 95,12       |  |
| Source : Data.gouv.fr et CEVIPOF |                            |                                 |              |              |             |             |  |

#### Dixième circonscription
| Candidat                         | Candidat              | Parti          | Premier tour | Premier tour | Second tour | Second tour |  |
| Candidat                         | Candidat              | Parti          | Voix         | %            | Voix        | %           |  |
| -------------------------------- | --------------------- | -------------- | ------------ | ------------ | ----------- | ----------- |  |
|                                  | Claude Martin sortant | UDR (URP)      | 12 439       | 31,66        | 16 794      | 42,89       |  |
|                                  | Jacques Chambaz élu   | PCF            | 10 517       | 26,77        | 17 821      | 45,52       |  |
|                                  | Jacques Meyer         | PS (UGSD)      | 6 239        | 15,88        | Retrait     | Retrait     |  |
|                                  | Pierre Bion           | Rad (MR)       | 5 970        | 15,19        | 4 533       | 11,58       |  |
|                                  | Jean Courault         | PSU            | 1 624        | 4,13         |             |             |  |
|                                  | Gérard Chavagnac      | FN             | 906          | 2,31         |             |             |  |
|                                  | Jocelyn Bibrac        | LO             | 791          | 2,01         |             |             |  |
|                                  | Georges Lhemann       | Gaulliste (UT) | 520          | 1,32         |             |             |  |
|                                  | Bernard Vidal         | Gaulliste (FP) | 287          | 0,73         |             |             |  |
|                                  |                       |                |              |              |             |             |  |
| Inscrits                         | Inscrits              | Inscrits       | 50 006       | 100,00       | 49 989      | 100,00      |  |
| Abstentions                      | Abstentions           | Abstentions    | 9 879        | 19,76        | 9 804       | 19,61       |  |
| Votants                          | Votants               | Votants        | 40 127       | 80,24        | 40 185      | 80,39       |  |
| Blancs et nuls                   | Blancs et nuls        | Blancs et nuls | 834          | 2,08         | 1 037       | 2,58        |  |
| Exprimés                         | Exprimés              | Exprimés       | 39 293       | 97,92        | 39 148      | 97,42       |  |
| Source : Data.gouv.fr et CEVIPOF |                       |                |              |              |             |             |  |

#### Onzième circonscription
| Candidat                         | Candidat                 | Parti              | Premier tour | Premier tour | Second tour | Second tour |  |
| Candidat                         | Candidat                 | Parti              | Voix         | %            | Voix        | %           |  |
| -------------------------------- | ------------------------ | ------------------ | ------------ | ------------ | ----------- | ----------- |  |
|                                  | Roger Frey sortant réélu | UDR (URP)          | 14 984       | 39,82        | 20 542      | 56,39       |  |
|                                  | Jacques Tanguy           | PS (UGSD)          | 6 598        | 17,54        | 15 888      | 43,61       |  |
|                                  | Roland Wlos              | PCF                | 5 845        | 15,53        | Retrait     | Retrait     |  |
|                                  | Georges Bachellerie      | MR                 | 5 250        | 13,95        | Retrait     | Retrait     |  |
|                                  | Jean Dides               | CNIP               | 1 866        | 4,96         |             |             |  |
|                                  | Geneviève Petiot         | PSU                | 1 724        | 4,58         |             |             |  |
|                                  | Hilaire Chollet          | FN                 | 667          | 1,77         |             |             |  |
|                                  | Jean-Paul Deléage        | LC                 | 457          | 1,21         |             |             |  |
|                                  | Jacques Debû-Bridel      | Divers droite (FP) | 236          | 0,63         |             |             |  |
|                                  |                          |                    |              |              |             |             |  |
| Inscrits                         | Inscrits                 | Inscrits           | 46 406       | 100,00       | 46 411      | 100,00      |  |
| Abstentions                      | Abstentions              | Abstentions        | 8 221        | 17,72        | 8 491       | 18,3        |  |
| Votants                          | Votants                  | Votants            | 38 185       | 82,28        | 37 920      | 81,7        |  |
| Blancs et nuls                   | Blancs et nuls           | Blancs et nuls     | 558          | 1,46         | 1 490       | 3,93        |  |
| Exprimés                         | Exprimés                 | Exprimés           | 37 627       | 98,54        | 36 430      | 96,07       |  |
| Source : Data.gouv.fr et CEVIPOF |                          |                    |              |              |             |             |  |

#### Douzième circonscription
| Candidat                         | Candidat                           | Parti               | Premier tour | Premier tour | Second tour | Second tour |  |
| Candidat                         | Candidat                           | Parti               | Voix         | %            | Voix        | %           |  |
| -------------------------------- | ---------------------------------- | ------------------- | ------------ | ------------ | ----------- | ----------- |  |
|                                  | Pierre de Bénouville sortant réélu | UDR (URP)           | 11 999       | 39,38        | 16 429      | 56,22       |  |
|                                  | Georges Heckli                     | PCF                 | 6 421        | 21,07        | 12 792      | 43,78       |  |
|                                  | Stélio Farandjis                   | PS (UGSD)           | 5 285        | 17,34        | Retrait     | Retrait     |  |
|                                  | Bernard Tiélès                     | CR (MR)             | 3 738        | 12,27        |             |             |  |
|                                  | Daniel Patrigeon                   | PSU                 | 1 115        | 3,66         |             |             |  |
|                                  | Germaine Jeanneret                 | FN                  | 1 064        | 3,49         |             |             |  |
|                                  | Francis Chrétien                   | LO                  | 568          | 1,86         |             |             |  |
|                                  | Paul Antonini                      | Divers droite (PLF) | 282          | 0,93         |             |             |  |
|                                  |                                    |                     |              |              |             |             |  |
| Inscrits                         | Inscrits                           | Inscrits            | 38 457       | 100,00       | 38 421      | 100,00      |  |
| Abstentions                      | Abstentions                        | Abstentions         | 7 494        | 19,49        | 7 671       | 19,97       |  |
| Votants                          | Votants                            | Votants             | 30 963       | 80,51        | 30 750      | 80,03       |  |
| Blancs et nuls                   | Blancs et nuls                     | Blancs et nuls      | 491          | 1,59         | 1 529       | 4,97        |  |
| Exprimés                         | Exprimés                           | Exprimés            | 30 472       | 98,41        | 29 221      | 95,03       |  |
| Source : Data.gouv.fr et CEVIPOF |                                    |                     |              |              |             |             |  |

#### Treizième circonscription
| Candidat                         | Candidat              | Parti                | Premier tour | Premier tour | Second tour | Second tour |  |
| Candidat                         | Candidat              | Parti                | Voix         | %            | Voix        | %           |  |
| -------------------------------- | --------------------- | -------------------- | ------------ | ------------ | ----------- | ----------- |  |
|                                  | Gisèle Moreau élue    | PCF                  | 8 585        | 28,61        | 15 736      | 54,22       |  |
|                                  | Jean-Claude Martin    | UDR (URP)            | 5 540        | 18,46        | 13 286      | 45,78       |  |
|                                  | Louis Moulinet        | PS (UGSD)            | 5 280        | 17,59        | Retrait     | Retrait     |  |
|                                  | Claude Lalis          | CD (MR)              | 2 857        | 9,52         |             |             |  |
|                                  | Henri Modiano sortant | diss. UDR            | 2 194        | 7,31         |             |             |  |
|                                  | Jean-Marc Varaut      | RI (URP)             | 1 793        | 5,97         |             |             |  |
|                                  | Michel Grimal         | PSU                  | 1 423        | 4,74         |             |             |  |
|                                  | René Vernusset        | Divers droite (ARIL) | 834          | 2,78         |             |             |  |
|                                  | Solange Canault       | LO                   | 648          | 2,16         |             |             |  |
|                                  | Gisèle Alata          | FN                   | 358          | 1,19         |             |             |  |
|                                  | Pierre Sidos          | Œuvre française      | 263          | 0,88         |             |             |  |
|                                  | Micheline Boichut     | Gaulliste (UT)       | 236          | 0,79         |             |             |  |
|                                  |                       |                      |              |              |             |             |  |
| Inscrits                         | Inscrits              | Inscrits             | 37 986       | 100,00       | 38 014      | 100,00      |  |
| Abstentions                      | Abstentions           | Abstentions          | 7 477        | 19,68        | 7 597       | 19,98       |  |
| Votants                          | Votants               | Votants              | 30 509       | 80,32        | 30 417      | 80,02       |  |
| Blancs et nuls                   | Blancs et nuls        | Blancs et nuls       | 498          | 1,63         | 1 395       | 4,59        |  |
| Exprimés                         | Exprimés              | Exprimés             | 30 011       | 98,37        | 29 022      | 95,41       |  |
| Source : Data.gouv.fr et CEVIPOF |                       |                      |              |              |             |             |  |

#### Quatorzième circonscription
| Candidat                         | Candidat                 | Parti                | Premier tour | Premier tour | Second tour | Second tour |  |
| Candidat                         | Candidat                 | Parti                | Voix         | %            | Voix        | %           |  |
| -------------------------------- | ------------------------ | -------------------- | ------------ | ------------ | ----------- | ----------- |  |
|                                  | Hubert Germain élu       | UDR (URP)            | 12 473       | 33,07        | 18 146      | 49,61       |  |
|                                  | André Réau               | PCF                  | 8 595        | 22,79        | 18 132      | 49,58       |  |
|                                  | Vincent Thollon-Pommerol | PS (UGSD)            | 6 340        | 16,81        | Retrait     | Retrait     |  |
|                                  | Pierre Barrucand         | MR                   | 4 812        | 12,76        | 296         | 0,81        |  |
|                                  | Claude Bourdet           | PSU                  | 2 760        | 7,32         |             |             |  |
|                                  | Jacques Saltel           | Divers droite (CNIP) | 1 163        | 3,08         |             |             |  |
|                                  | Pascale Biquard          | Extrême gauche (LCR) | 697          | 1,85         |             |             |  |
|                                  | Serge Le Bail            | FN                   | 666          | 1,77         |             |             |  |
|                                  | Michel Lacoste           | Extrême droite       | 207          | 0,55         |             |             |  |
|                                  |                          |                      |              |              |             |             |  |
| Inscrits                         | Inscrits                 | Inscrits             | 47 313       | 100,00       | 47 335      | 100,00      |  |
| Abstentions                      | Abstentions              | Abstentions          | 9 033        | 19,09        | 9 028       | 19,07       |  |
| Votants                          | Votants                  | Votants              | 38 280       | 80,91        | 38 307      | 80,93       |  |
| Blancs et nuls                   | Blancs et nuls           | Blancs et nuls       | 567          | 1,48         | 1 733       | 4,52        |  |
| Exprimés                         | Exprimés                 | Exprimés             | 37 713       | 98,52        | 36 574      | 95,48       |  |
| Source : Data.gouv.fr et CEVIPOF |                          |                      |              |              |             |             |  |

#### Quinzième  circonscription
| Candidat                         | Candidat                  | Parti                | Premier tour | Premier tour | Second tour | Second tour |  |
| Candidat                         | Candidat                  | Parti                | Voix         | %            | Voix        | %           |  |
| -------------------------------- | ------------------------- | -------------------- | ------------ | ------------ | ----------- | ----------- |  |
|                                  | Eugène Claudius-Petit élu | CDP (URP)            | 9 867        | 26,09        | 21 159      | 56,88       |  |
|                                  | Bernard Parmantier        | PS (UGSD)            | 6 329        | 16,74        | 16 043      | 43,12       |  |
|                                  | Jean-Michel Catala        | PCF                  | 5 497        | 14,54        | Retrait     | Retrait     |  |
|                                  | Alain Lombard             | CD (MR)              | 4 798        | 12,69        |             |             |  |
|                                  | Michel de Grailly sortant | diss. UDR            | 3 771        | 9,97         |             |             |  |
|                                  | Auguste Marbœuf-Régnault  | Divers droite        | 2 636        | 6,97         |             |             |  |
|                                  | Robert Chapuis            | PSU                  | 2 271        | 6,01         |             |             |  |
|                                  | Jean-Marie Le Pen         | FN                   | 1 974        | 5,22         |             |             |  |
|                                  | M. Rousseau               | Extrême gauche (LCR) | 672          | 1,78         |             |             |  |
|                                  |                           |                      |              |              |             |             |  |
| Inscrits                         | Inscrits                  | Inscrits             | 49 334       | 100,00       | 49 280      | 100,00      |  |
| Abstentions                      | Abstentions               | Abstentions          | 11 026       | 22,35        | 10 862      | 22,04       |  |
| Votants                          | Votants                   | Votants              | 38 308       | 77,65        | 38 418      | 77,96       |  |
| Blancs et nuls                   | Blancs et nuls            | Blancs et nuls       | 493          | 1,29         | 1 216       | 3,17        |  |
| Exprimés                         | Exprimés                  | Exprimés             | 37 815       | 98,71        | 37 202      | 96,83       |  |
| Source : Data.gouv.fr et CEVIPOF |                           |                      |              |              |             |             |  |

#### Seizième circonscription
| Candidat                         | Candidat                             | Parti          | Premier tour | Premier tour | Second tour | Second tour |  |
| Candidat                         | Candidat                             | Parti          | Voix         | %            | Voix        | %           |  |
| -------------------------------- | ------------------------------------ | -------------- | ------------ | ------------ | ----------- | ----------- |  |
|                                  | Christian de La Malène sortant réélu | UDR (URP)      | 10 958       | 37,63        | 15 182      | 52,63       |  |
|                                  | Rolande Perlican                     | PCF            | 6 453        | 22,16        | 13 666      | 47,37       |  |
|                                  | Jacques Maillot                      | PS (UGSD)      | 5 691        | 19,54        | Retrait     | Retrait     |  |
|                                  | Adrien Bedossa                       | Rad (MR)       | 3 343        | 11,48        |             |             |  |
|                                  | Olivier Delatour                     | PSU            | 1 200        | 4,12         |             |             |  |
|                                  | Gérard Aknin                         | LO             | 730          | 2,51         |             |             |  |
|                                  | Jean-Pierre Lussan                   | FN             | 546          | 1,87         |             |             |  |
|                                  | Gilbert Cazaux                       | FP             | 202          | 0,69         |             |             |  |
|                                  |                                      |                |              |              |             |             |  |
| Inscrits                         | Inscrits                             | Inscrits       | 38 957       | 100,00       | 38 985      | 100,00      |  |
| Abstentions                      | Abstentions                          | Abstentions    | 8 697        | 22,32        | 8 523       | 21,86       |  |
| Votants                          | Votants                              | Votants        | 30 260       | 77,68        | 30 462      | 78,14       |  |
| Blancs et nuls                   | Blancs et nuls                       | Blancs et nuls | 1 137        | 3,76         | 1 614       | 5,3         |  |
| Exprimés                         | Exprimés                             | Exprimés       | 29 123       | 96,24        | 28 848      | 94,7        |  |
| Source : Data.gouv.fr et CEVIPOF |                                      |                |              |              |             |             |  |

#### Dix-septième circonscription
| Candidat                         | Candidat                      | Parti          | Premier tour | Premier tour | Second tour | Second tour |  |
| Candidat                         | Candidat                      | Parti          | Voix         | %            | Voix        | %           |  |
| -------------------------------- | ----------------------------- | -------------- | ------------ | ------------ | ----------- | ----------- |  |
|                                  | Jacques Marette sortant réélu | UDR (URP)      | 16 239       | 38,83        | 23 073      | 59,31       |  |
|                                  | Roger Pichard du Page         | MR             | 8 047        | 19,24        | 65          | 0,17        |  |
|                                  | Jacqueline Furdygiel          | PCF            | 6 615        | 15,82        | 15 766      | 40,53       |  |
|                                  | Évremond Bac                  | MRG (UGSD)     | 6 465        | 15,46        | Retrait     | Retrait     |  |
|                                  | Bernard Hennet                | PSU            | 2 424        | 5,79         |             |             |  |
|                                  | Georges Péan                  | FN             | 1 292        | 3,09         |             |             |  |
|                                  | Pierre Salama                 | LC             | 743          | 1,78         |             |             |  |
|                                  |                               |                |              |              |             |             |  |
| Inscrits                         | Inscrits                      | Inscrits       | 53 191       | 100,00       | 53 241      | 100,00      |  |
| Abstentions                      | Abstentions                   | Abstentions    | 10 808       | 20,32        | 11 741      | 22,05       |  |
| Votants                          | Votants                       | Votants        | 42 383       | 79,68        | 41 500      | 77,95       |  |
| Blancs et nuls                   | Blancs et nuls                | Blancs et nuls | 558          | 1,32         | 2 596       | 6,26        |  |
| Exprimés                         | Exprimés                      | Exprimés       | 41 825       | 98,68        | 38 904      | 93,74       |  |
| Source : Data.gouv.fr et CEVIPOF |                               |                |              |              |             |             |  |

#### Dix-huitième circonscription
| Candidat                         | Candidat                               | Parti          | Premier tour | Premier tour | Second tour | Second tour |  |
| Candidat                         | Candidat                               | Parti          | Voix         | %            | Voix        | %           |  |
| -------------------------------- | -------------------------------------- | -------------- | ------------ | ------------ | ----------- | ----------- |  |
|                                  | Nicole de Hauteclocque sortante réélue | UDR (URP)      | 11 979       | 42,31        | 14 169      | 50,28       |  |
|                                  | Francis Raffenel                       | CR (MR)        | 5 734        | 20,25        | 4 713       | 16,73       |  |
|                                  | Jacques Peskine                        | PS (UGSD)      | 4 360        | 15,40        | 9 296       | 32,99       |  |
|                                  | Guy Fulero                             | PCF            | 3 375        | 11,92        |             |             |  |
|                                  | Gilberte Marqueste                     | PSU            | 1 483        | 5,24         |             |             |  |
|                                  | Bernard Zeller                         | FN             | 956          | 3,38         |             |             |  |
|                                  | François Bovet                         | LC             | 425          | 1,50         |             |             |  |
|                                  | Mme Moll                               | FP             | 2            | 0,01         |             |             |  |
|                                  |                                        |                |              |              |             |             |  |
| Inscrits                         | Inscrits                               | Inscrits       | 35 943       | 100,00       | 35 932      | 100,00      |  |
| Abstentions                      | Abstentions                            | Abstentions    | 7 295        | 20,3         | 7 431       | 20,68       |  |
| Votants                          | Votants                                | Votants        | 28 648       | 79,7         | 28 501      | 79,32       |  |
| Blancs et nuls                   | Blancs et nuls                         | Blancs et nuls | 334          | 1,17         | 323         | 1,13        |  |
| Exprimés                         | Exprimés                               | Exprimés       | 28 314       | 98,83        | 28 178      | 98,87       |  |
| Source : Data.gouv.fr et CEVIPOF |                                        |                |              |              |             |             |  |

#### Dix-neuvième circonscription
| Candidat       | Candidat                  | Parti          | Premier tour | Premier tour | Second tour | Second tour |  |
| Candidat       | Candidat                  | Parti          | Voix         | %            | Voix        | %           |  |
| -------------- | ------------------------- | -------------- | ------------ | ------------ | ----------- | ----------- |  |
|                | Claude Roux sortant réélu | UDR (URP)      | 13 288       | 37,57        | 19 231      | 56,81       |  |
|                | Roger Jarry               | MR             | 6 623        | 18,72        | 489         | 1,44        |  |
|                | Henri Derrien             | PCF            | 6 114        | 17,29        | 14 133      | 41,75       |  |
|                | Jean-François Reignier    | PS (UGSD)      | 5 968        | 16,87        | Retrait     | Retrait     |  |
|                | Christian Rollet          | PSU            | 1 767        | 5            |             |             |  |
|                | Thierry Rogister          | FN             | 948          | 2,68         |             |             |  |
|                | Roland Jo                 | LO             | 663          | 1,87         |             |             |  |
|                |                           |                |              |              |             |             |  |
| Inscrits       | Inscrits                  | Inscrits       | 45 150       | 100,00       | 45 139      | 100,00      |  |
| Abstentions    | Abstentions               | Abstentions    | 9 327        | 20,66        | 9 377       | 20,77       |  |
| Votants        | Votants                   | Votants        | 35 823       | 79,34        | 35 762      | 79,23       |  |
| Blancs et nuls | Blancs et nuls            | Blancs et nuls | 452          | 1,26         | 1 909       | 5,34        |  |
| Exprimés       | Exprimés                  | Exprimés       | 35 371       | 98,74        | 33 853      | 94,66       |  |

#### Vingtième circonscription
| Candidat       | Candidat                      | Parti          | Premier tour | Premier tour | Second tour | Second tour |  |
| Candidat       | Candidat                      | Parti          | Voix         | %            | Voix        | %           |  |
| -------------- | ----------------------------- | -------------- | ------------ | ------------ | ----------- | ----------- |  |
|                | Michel Habib-Deloncle sortant | UDR (URP)      | 19 271       | 40,65        | 21 207      | 47,78       |  |
|                | Georges Mesmin élu            | CD (MR)        | 15 501       | 32,7         | 23 176      | 52,22       |  |
|                | Paule Soubrane                | PS (UGSD)      | 4 469        | 9,43         |             |             |  |
|                | Claude Quin                   | PCF            | 3 024        | 6,38         |             |             |  |
|                | Claude Géraud                 | PSU            | 1 830        | 3,86         |             |             |  |
|                | Alain Renault                 | FN             | 1 585        | 3,34         |             |             |  |
|                | Simone Piteau-Mennerat        | Divers droite  | 812          | 1,71         |             |             |  |
|                | Michel Gogoleff               | Divers droite  | 609          | 1,28         |             |             |  |
|                | Louis Coste                   | Divers droite  | 306          | 0,65         |             |             |  |
|                |                               |                |              |              |             |             |  |
| Inscrits       | Inscrits                      | Inscrits       | 61 619       | 100,00       | 61 479      | 100,00      |  |
| Abstentions    | Abstentions                   | Abstentions    | 13 771       | 22,35        | 14 999      | 24,4        |  |
| Votants        | Votants                       | Votants        | 47 848       | 77,65        | 46 480      | 75,6        |  |
| Blancs et nuls | Blancs et nuls                | Blancs et nuls | 441          | 0,92         | 2 097       | 4,51        |  |
| Exprimés       | Exprimés                      | Exprimés       | 47 407       | 99,08        | 44 383      | 95,49       |  |

#### Vingt-et-unième circonscription
| Candidat       | Candidat                   | Parti          | Premier tour | Premier tour | Second tour | Second tour |  |
| Candidat       | Candidat                   | Parti          | Voix         | %            | Voix        | %           |  |
| -------------- | -------------------------- | -------------- | ------------ | ------------ | ----------- | ----------- |  |
|                | Jacques Trorial            | UDR (URP)      | 14 527       | 38,63        | 16 927      | 48,72       |  |
|                | Paul Stehlin sortant réélu | CD (MR)        | 14 309       | 38,05        | 17 819      | 51,28       |  |
|                | Daniel Chaput              | PS (UGSD)      | 3 866        | 10,28        |             |             |  |
|                | Nicole Dreyfus             | PCF            | 2 357        | 6,27         |             |             |  |
|                | José Bruneau de La Salle   | FN             | 1 288        | 3,42         |             |             |  |
|                | Odile Marnet-Cornus        | Divers droite  | 999          | 2,66         |             |             |  |
|                | Charles Nupin              | FP             | 263          | 0,7          |             |             |  |
|                |                            |                |              |              |             |             |  |
| Inscrits       | Inscrits                   | Inscrits       | 48 732       | 100,00       | 48 703      | 100,00      |  |
| Abstentions    | Abstentions                | Abstentions    | 10 691       | 21,94        | 11 967      | 24,57       |  |
| Votants        | Votants                    | Votants        | 38 041       | 78,06        | 36 736      | 75,43       |  |
| Blancs et nuls | Blancs et nuls             | Blancs et nuls | 432          | 1,14         | 1 990       | 5,42        |  |
| Exprimés       | Exprimés                   | Exprimés       | 37 609       | 98,86        | 34 746      | 94,58       |  |

#### Vingt-deuxième circonscription
| Candidat       | Candidat                    | Parti          | Premier tour | Premier tour | Second tour | Second tour |  |
| Candidat       | Candidat                    | Parti          | Voix         | %            | Voix        | %           |  |
| -------------- | --------------------------- | -------------- | ------------ | ------------ | ----------- | ----------- |  |
|                | Bernard Lafay sortant réélu | UDR (URP)      | 13 188       | 48,22        | 14 925      | 62,27       |  |
|                | Guy-Victor Labat            | CD (MR)        | 7 228        | 26,43        | 9 044       | 37,73       |  |
|                | Anne Trégouët               | PS (UGSD)      | 3 227        | 11,8         |             |             |  |
|                | Jean-Pierre Laurent         | PCF            | 1 834        | 6,71         |             |             |  |
|                | Yves Ménard                 | FN             | 771          | 2,82         |             |             |  |
|                | Annie Gaubert               | LO             | 536          | 1,96         |             |             |  |
|                | Claude Cannie               | Divers droite  | 379          | 1,39         |             |             |  |
|                | Dominique Gallet            | FP             | 186          | 0,68         |             |             |  |
|                |                             |                |              |              |             |             |  |
| Inscrits       | Inscrits                    | Inscrits       | 34 841       | 100,00       | 34 860      | 100,00      |  |
| Abstentions    | Abstentions                 | Abstentions    | 7 203        | 20,67        | 9 253       | 26,54       |  |
| Votants        | Votants                     | Votants        | 27 638       | 79,33        | 25 607      | 73,46       |  |
| Blancs et nuls | Blancs et nuls              | Blancs et nuls | 289          | 1,05         | 1 638       | 6,4         |  |
| Exprimés       | Exprimés                    | Exprimés       | 27 349       | 98,95        | 23 969      | 93,6        |  |

#### Vingt-troisième circonscription
| Candidat       | Candidat                        | Parti          | Premier tour | Premier tour | Second tour | Second tour |  |
| Candidat       | Candidat                        | Parti          | Voix         | %            | Voix        | %           |  |
| -------------- | ------------------------------- | -------------- | ------------ | ------------ | ----------- | ----------- |  |
|                | Jean de Préaumont sortant réélu | UDR (URP)      | 10 919       | 38,27        | 13 513      | 51,16       |  |
|                | Paul Garson                     | CNIP (MR)      | 7 467        | 26,17        | 12 899      | 48,84       |  |
|                | Gilles Guillaud                 | PS (UGSD)      | 3 718        | 13,03        |             |             |  |
|                | Pierre Ferri                    | Divers droite  | 2 365        | 8,29         |             |             |  |
|                | Pierre Durand                   | PCF            | 1 971        | 6,91         |             |             |  |
|                | Richard Leblay                  | PSU            | 976          | 3,42         |             |             |  |
|                | Jack Marchal                    | FN             | 706          | 2,47         |             |             |  |
|                | Robert Vasseur                  | LO             | 409          | 1,43         |             |             |  |
|                | G. Parreaux                     | Divers droite  | 1            | 0,00         |             |             |  |
|                |                                 |                |              |              |             |             |  |
| Inscrits       | Inscrits                        | Inscrits       | 38 519       | 100,00       | 38 553      | 100,00      |  |
| Abstentions    | Abstentions                     | Abstentions    | 8 072        | 20,96        | 9 688       | 25,13       |  |
| Votants        | Votants                         | Votants        | 30 447       | 79,04        | 28 865      | 74,87       |  |
| Blancs et nuls | Blancs et nuls                  | Blancs et nuls | 915          | 3,01         | 2 453       | 8,5         |  |
| Exprimés       | Exprimés                        | Exprimés       | 29 532       | 96,99        | 26 412      | 91,5        |  |

#### Vingt-quatrième circonscription
| Candidat       | Candidat                        | Parti          | Premier tour | Premier tour | Second tour | Second tour |  |
| Candidat       | Candidat                        | Parti          | Voix         | %            | Voix        | %           |  |
| -------------- | ------------------------------- | -------------- | ------------ | ------------ | ----------- | ----------- |  |
|                | François Missoffe sortant réélu | UDR (URP)      | 9 924        | 35,94        | 14 730      | 55,01       |  |
|                | Louis Régulier                  | PCF            | 5 966        | 21,6         | 11 910      | 44,48       |  |
|                | Jacques Gehan                   | MR             | 4 200        | 15,21        | 138         | 0,52        |  |
|                | Paule Dufour                    | PS (UGSD)      | 4 126        | 14,94        | Retrait     | Retrait     |  |
|                | Jean-Louis Juillard             | PSU            | 1 072        | 3,88         |             |             |  |
|                | Robert Trémollières             | Divers droite  | 808          | 2,93         |             |             |  |
|                | Marie-Noëlle Thomas             | Divers droite  | 591          | 2,14         |             |             |  |
|                | Jean Bastide                    | FN             | 448          | 1,62         |             |             |  |
|                | M. Samary                       | LCR            | 384          | 1,39         |             |             |  |
|                | Jean-Claude Darthy              | Divers droite  | 96           | 0,35         |             |             |  |
|                |                                 |                |              |              |             |             |  |
| Inscrits       | Inscrits                        | Inscrits       | 35 885       | 100,00       | 35 906      | 100,00      |  |
| Abstentions    | Abstentions                     | Abstentions    | 7 843        | 21,86        | 7 851       | 21,87       |  |
| Votants        | Votants                         | Votants        | 28 042       | 78,14        | 28 055      | 78,13       |  |
| Blancs et nuls | Blancs et nuls                  | Blancs et nuls | 427          | 1,52         | 1 277       | 4,55        |  |
| Exprimés       | Exprimés                        | Exprimés       | 27 615       | 98,48        | 26 778      | 95,45       |  |

#### Vingt-cinquième circonscription
| Candidat                         | Candidat          | Parti                | Premier tour | Premier tour | Second tour | Second tour |  |
| Candidat                         | Candidat          | Parti                | Voix         | %            | Voix        | %           |  |
| -------------------------------- | ----------------- | -------------------- | ------------ | ------------ | ----------- | ----------- |  |
|                                  | Roger Chinaud élu | RI (URP)             | 9 617        | 27,01        | 18 147      | 51,05       |  |
|                                  | Claude Estier     | PS (UGSD)            | 7 325        | 20,57        | 17 400      | 48,95       |  |
|                                  | Jean Gajer        | PCF                  | 7 064        | 19,84        | Retrait     | Retrait     |  |
|                                  | René Thomas       | CDP (UC)             | 3 365        | 9,45         |             |             |  |
|                                  | Jacques Lesprit   | CD (MR)              | 2 721        | 7,64         |             |             |  |
|                                  | Léon Boutbien     | Divers droite        | 2 639        | 6,65         |             |             |  |
|                                  | Geneviève Plagne  | PSU                  | 1 369        | 3,85         |             |             |  |
|                                  | Roger Holeindre   | FN                   | 942          | 2,65         |             |             |  |
|                                  | Michel Lequenne   | Extrême gauche (LCR) | 561          | 1,58         |             |             |  |
|                                  | Jacqueline Goret  | Extrême droite       | 0            | 0,00         |             |             |  |
|                                  | Antoine Luppi     | Divers droite (CNIP) | 0            | 0,00         |             |             |  |
|                                  |                   |                      |              |              |             |             |  |
| Inscrits                         | Inscrits          | Inscrits             | 45 701       | 100,00       | 45 707      | 100,00      |  |
| Abstentions                      | Abstentions       | Abstentions          | 9 468        | 20,72        | 9 253       | 20,24       |  |
| Votants                          | Votants           | Votants              | 36 233       | 79,28        | 36 454      | 79,76       |  |
| Blancs et nuls                   | Blancs et nuls    | Blancs et nuls       | 630          | 1,74         | 907         | 2,49        |  |
| Exprimés                         | Exprimés          | Exprimés             | 35 603       | 98,26        | 35 547      | 97,51       |  |
| Source : Data.gouv.fr et CEVIPOF |                   |                      |              |              |             |             |  |

#### Vingt-sixième circonscription
| Candidat       | Candidat                  | Parti          | Premier tour | Premier tour | Second tour | Second tour |  |
| Candidat       | Candidat                  | Parti          | Voix         | %            | Voix        | %           |  |
| -------------- | ------------------------- | -------------- | ------------ | ------------ | ----------- | ----------- |  |
|                | Joël Le Tac sortant réélu | UDR (URP)      | 10 894       | 37,44        | 15 567      | 56,47       |  |
|                | Jean Wlos                 | PCF            | 5 888        | 20,23        | 11 987      | 43,48       |  |
|                | Daniel Mayer              | PS (UGSD)      | 5 392        | 18,53        | Retrait     | Retrait     |  |
|                | Louis-Stanislas Moreau    | CNIP (MR)      | 4 575        | 15,72        | 12          | 0,04        |  |
|                | Pierre Parys              | PSU            | 888          | 3,05         |             |             |  |
|                | Lucien Boër               | FN             | 742          | 2,55         |             |             |  |
|                | Arlette Laguiller         | LO             | 721          | 2,48         |             |             |  |
|                |                           |                |              |              |             |             |  |
| Inscrits       | Inscrits                  | Inscrits       | 37 463       | 100,00       | 37 462      | 100,00      |  |
| Abstentions    | Abstentions               | Abstentions    | 7 923        | 21,15        | 8 354       | 22,3        |  |
| Votants        | Votants                   | Votants        | 29 540       | 78,85        | 29 108      | 77,7        |  |
| Blancs et nuls | Blancs et nuls            | Blancs et nuls | 440          | 1,49         | 1 542       | 5,3         |  |
| Exprimés       | Exprimés                  | Exprimés       | 29 100       | 98,51        | 27 566      | 94,7        |  |

#### Vingt-septième circonscription
| Candidat       | Candidat                 | Parti          | Premier tour | Premier tour | Second tour | Second tour |  |
| Candidat       | Candidat                 | Parti          | Voix         | %            | Voix        | %           |  |
| -------------- | ------------------------ | -------------- | ------------ | ------------ | ----------- | ----------- |  |
|                | Louis Baillot élu        | PCF            | 8 939        | 31,81        | 13 964      | 51,77       |  |
|                | Jean Bernasconi sortant  | UDR (URP)      | 7 538        | 26,83        | 947         | 3,51        |  |
|                | Jean Fournier-Sicre      | PS (UGSD)      | 4 352        | 15,49        | Retrait     | Retrait     |  |
|                | Jean-Pierre Pierre-Bloch | MDSF (MR)      | 3 977        | 14,15        | 12 062      | 44,72       |  |
|                | Charles Cimerman         | PSU            | 1 263        | 4,49         |             |             |  |
|                | Jean-Jacques Préa        | Divers droite  | 1 216        | 4,33         |             |             |  |
|                | Michel Petit             | FN             | 771          | 2,74         |             |             |  |
|                | Henri Pozza              | Divers droite  | 42           | 0,15         |             |             |  |
|                |                          |                |              |              |             |             |  |
| Inscrits       | Inscrits                 | Inscrits       | 36 220       | 100,00       | 36 226      | 100,00      |  |
| Abstentions    | Abstentions              | Abstentions    | 7 595        | 20,97        | 7 618       | 21,03       |  |
| Votants        | Votants                  | Votants        | 28 625       | 79,03        | 28 608      | 78,97       |  |
| Blancs et nuls | Blancs et nuls           | Blancs et nuls | 527          | 1,84         | 1 635       | 5,72        |  |
| Exprimés       | Exprimés                 | Exprimés       | 28 098       | 98,16        | 26 973      | 94,28       |  |

#### Vingt-huitième circonscription
| Candidat       | Candidat              | Parti          | Premier tour | Premier tour | Second tour | Second tour |  |
| Candidat       | Candidat              | Parti          | Voix         | %            | Voix        | %           |  |
| -------------- | --------------------- | -------------- | ------------ | ------------ | ----------- | ----------- |  |
|                | Pierre Ruais sortant  | UDR (URP)      | 8 354        | 30,88        | 12 885      | 48,43       |  |
|                | Henri Fiszbin élu     | PCF            | 7 570        | 27,98        | 13 704      | 51,51       |  |
|                | Pierre Dufour         | CD (MR)        | 3 917        | 14,48        | 15          | 0,06        |  |
|                | Pierre Mattéi         | MRG (UGSD)     | 3 851        | 14,24        | Retrait     | Retrait     |  |
|                | Gérard Andrieux       | PSU            | 1 297        | 4,79         |             |             |  |
|                | Gilberte Lesenfant    | FN             | 710          | 2,62         |             |             |  |
|                | Marina Podgorny       | LO             | 616          | 2,28         |             |             |  |
|                | Pierre-Jean Beaucaine | Divers droite  | 291          | 1,08         |             |             |  |
|                | Pierre-Émile Dubiez   | Divers droite  | 186          | 0,69         |             |             |  |
|                | René Albaret          | Divers         | 164          | 0,61         |             |             |  |
|                | Raymond Nouyou        | FP             | 96           | 0,35         |             |             |  |
|                |                       |                |              |              |             |             |  |
| Inscrits       | Inscrits              | Inscrits       | 35 632       | 100,00       | 35 660      | 100,00      |  |
| Abstentions    | Abstentions           | Abstentions    | 8 069        | 22,65        | 7 748       | 21,73       |  |
| Votants        | Votants               | Votants        | 27 563       | 77,35        | 27 912      | 78,27       |  |
| Blancs et nuls | Blancs et nuls        | Blancs et nuls | 511          | 1,85         | 1 308       | 4,69        |  |
| Exprimés       | Exprimés              | Exprimés       | 27 052       | 98,15        | 26 604      | 95,31       |  |

#### Vingt-neuvième circonscription
| Candidat       | Candidat          | Parti                | Premier tour | Premier tour | Second tour | Second tour |  |
| Candidat       | Candidat          | Parti                | Voix         | %            | Voix        | %           |  |
| -------------- | ----------------- | -------------------- | ------------ | ------------ | ----------- | ----------- |  |
|                | Paul Laurent élu  | PCF                  | 8 567        | 28,51        | 15 567      | 53,52       |  |
|                | Pierre Dabezies   | UDR (URP)            | 5 122        | 17,04        | 13 497      | 46,40       |  |
|                | Michel Triquera   | PS (UGSD)            | 4 916        | 16,36        | Retrait     | Retrait     |  |
|                | André-Yves Breton | CNIP (MR)            | 4 308        | 14,34        | 25          | 0,09        |  |
|                | Alain Dumait      | RI                   | 3 321        | 11,05        |             |             |  |
|                | Alain Chesnel     | PSU                  | 1 295        | 2,28         |             |             |  |
|                | Jean Doublet      | CDP                  | 1 242        | 4,13         |             |             |  |
|                | Pierre Pauty      | FN                   | 686          | 2,28         |             |             |  |
|                | Jacques Pesquet   | LCR                  | 447          | 1,49         |             |             |  |
|                | Claude Chisserey  | Extrême gauche (OCI) | 147          | 0,49         |             |             |  |
|                |                   |                      |              |              |             |             |  |
| Inscrits       | Inscrits          | Inscrits             | 38 460       | 100,00       | 38 476      | 100,00      |  |
| Abstentions    | Abstentions       | Abstentions          | 7 840        | 20,38        | 7 754       | 20,15       |  |
| Votants        | Votants           | Votants              | 30 620       | 79,62        | 30 722      | 79,85       |  |
| Blancs et nuls | Blancs et nuls    | Blancs et nuls       | 569          | 1,86         | 1 633       | 5,32        |  |
| Exprimés       | Exprimés          | Exprimés             | 30 051       | 98,14        | 29 089      | 94,68       |  |

#### Trentième circonscription
| Candidat       | Candidat              | Parti          | Premier tour | Premier tour | Second tour | Second tour |  |
| Candidat       | Candidat              | Parti          | Voix         | %            | Voix        | %           |  |
| -------------- | --------------------- | -------------- | ------------ | ------------ | ----------- | ----------- |  |
|                | Roland Carter sortant | UDR (URP)      | 8 331        | 26,74        | 14 564      | 48,64       |  |
|                | Daniel Dalbera élu    | PCF            | 7 918        | 25,42        | 15 359      | 51,29       |  |
|                | Pierre Astier         | PS (UGSD)      | 5 742        | 18,43        | Retrait     | Retrait     |  |
|                | Pierre Leclair        | CD (MR)        | 4 569        | 14,67        | 21          | 0,07        |  |
|                | Guy Philippon         | PSU            | 1 446        | 4,64         |             |             |  |
|                | Jean-Pierre Morata    | Divers droite  | 1 009        | 3,24         |             |             |  |
|                | Adrien Ferly          | LO             | 704          | 2,26         |             |             |  |
|                | M. Pailly             | FN             | 685          | 2,2          |             |             |  |
|                | Roger Follet          | Divers droite  | 416          | 1,34         |             |             |  |
|                | M. Baudson            | Divers droite  | 333          | 1,07         |             |             |  |
|                |                       |                |              |              |             |             |  |
| Inscrits       | Inscrits              | Inscrits       | 39 430       | 100,00       | 39 430      | 100,00      |  |
| Abstentions    | Abstentions           | Abstentions    | 7 765        | 19,69        | 7 957       | 20,18       |  |
| Votants        | Votants               | Votants        | 31 665       | 80,31        | 31 473      | 79,82       |  |
| Blancs et nuls | Blancs et nuls        | Blancs et nuls | 512          | 1,62         | 1 529       | 4,86        |  |
| Exprimés       | Exprimés              | Exprimés       | 31 153       | 98,38        | 29 944      | 95,14       |  |

#### Trente-et-unième circonscription
| Candidat       | Candidat                | Parti          | Premier tour | Premier tour | Second tour | Second tour |  |
| Candidat       | Candidat                | Parti          | Voix         | %            | Voix        | %           |  |
| -------------- | ----------------------- | -------------- | ------------ | ------------ | ----------- | ----------- |  |
|                | Albert Marcenet sortant | UDR (URP)      | 13 760       | 31,71        | 20 274      | 47,89       |  |
|                | Lucien Villa élu        | PCF            | 12 312       | 28,37        | 21 559      | 50,93       |  |
|                | Claude Saada            | PS (UGSD)      | 7 153        | 16,48        | Retrait     | Retrait     |  |
|                | Jean Lacombe            | CD (MR)        | 6 349        | 14,63        | 499         | 1,18        |  |
|                | Michel Mousel           | PSU            | 1 984        | 4,57         |             |             |  |
|                | Jean-Marc Brissaud      | FN             | 1 062        | 2,45         |             |             |  |
|                | Hélène Goldet           | LCR            | 775          | 1,79         |             |             |  |
|                | Mme Balcon              | FP             | 1            | 0            |             |             |  |
|                |                         |                |              |              |             |             |  |
| Inscrits       | Inscrits                | Inscrits       | 55 359       | 100,00       | 55 362      | 100,00      |  |
| Abstentions    | Abstentions             | Abstentions    | 11 211       | 20,25        | 11 180      | 20,19       |  |
| Votants        | Votants                 | Votants        | 44 148       | 79,75        | 44 182      | 79,81       |  |
| Blancs et nuls | Blancs et nuls          | Blancs et nuls | 752          | 1,7          | 1 850       | 4,19        |  |
| Exprimés       | Exprimés                | Exprimés       | 43 396       | 98,3         | 42 332      | 95,81       |  |